# روبرتو ماورانتونیو
روبرتو ماورانتونیو (انگلیسی: Roberto Maurantonio؛ زادهٔ ۷ ژوئن ۱۹۸۱) بازیکن فوتبال اهل ایتالیا است.
از باشگاه‌هایی که در آن بازی کرده‌است می‌توان به باشگاه فوتبال کارپی، باشگاه فوتبال آسکولی، باشگاه فوتبال ویرتوس لانچانو، باشگاه فوتبال پیاچنزا، و باشگاه فوتبال باری اشاره کرد.